# Makfalva község
Makfalva község (románul: Comuna Ghindari) község Maros megyében, Romániában. Központja Makfalva, beosztott falvai Székelyabod, Szolokma, Hármasfalu, Cseje.

## Története
2003-ig a községhez tartozott Kibéd is, amelyet ekkor alakítottak önálló községgé.